# 안카롤린 그라프
안카롤린 그라프(프랑스어: Anne-Caroline Graffe, 1986년 2월 12일~)는 타히티 출신 프랑스의 태권도 선수로 2012년 하계 올림픽 여자 헤비급에서 은메달을 획득했다. 또한 세계 선수권 대회에서 금메달 1개, 동메달 1개, 유럽 선수권 대회에서 금메달 1개, 은메달 1개, 동메달 1개를 획득했다.

## 유년기
1986년 2월 12일 안카롤린 그라프는 프랑스령 폴리네시아의 수도 파페에테에서 태어났다. 11살 때에 태권도를 배우기 시작했으며 18살 때에 파페에테를 떠나 프랑스로 갔다.

## 선수 경력
대한민국 경주시에서 열린 2011년 세계 태권도 선수권 대회에 출전하였고 결승전에서 대한민국의 안새봄 선수를 1-0으로 이기며 첫 금메달을 획득하였다. 이후 2012년 유럽 선수권 대회에도 출전하여 금메달을 획득하였다. 5년간 INSEP에서 미리암 바베렐에게 훈련을 받았던 그라프는 올림픽 출전 예정자였던 글라디스 에팡그의 갑작스러운 부상으로 2012년 하계 올림픽 1달전에 대체선수로 출전하게 되었다. 그라프는 프랑스령 폴리네시아 출신 최초로 프랑스 올림픽 팀에 합류하였다. 결승전까지 순항하였으나 결승전에서 세르비아의 밀리차 만디치를 만나 9-7로 패하며 은메달을 획득하였다.

## 수훈
- 프랑스 국가공로훈장 슈발리에(2013년)[5]